# Біс(триметилсиліл)амін
Біс(триметилсиліл)амін (гексаметилдисилазан, ГМДС) — кремнійорганічна сполука з молекулярною формулою [(CH3)3Si]2NH. Молекула є похідною аміаку з триметилсилільними групами замість двох атомів гідрогену.
Дослідження дифракції електронів показує, що довжина зв'язку кремній-азот (173,5 пм) і кут зв'язку Si-N-Si (125,5°) подібні до дисилазану (в якому метильні групи замінені атомами водню), що свідчить про те, що стеричний фактор не є фактор регулювання кутів у цьому випадку.
Ця безбарвна рідина є реагентом і прекурсором основ, популярних в органічному синтезі та металоорганічній хімії. Крім того, ГМДС також все частіше використовується як молекулярний прекурсор у техніках хімічного осадження з парової фази для осадження тонких плівок або покриттів з карбонітриду кремнію.

## Отримання
Біс(триметилсиліл)амін синтезують обробкою триметилсилілхлориду аміаком:
2 (CH3)3SiCl + 3 NH3 → [(CH 3)3 Si]2NH + 2 NH4Cl
Замість нього можна використовувати нітрат амонію разом з тріетиламіном. Цей метод також корисний для 15N ізотопного збагачення ГМДС.

### Похідні
Біс(триметилсиліл)аміди лужних металів утворюються в результаті депротонування біс(триметилсиліл)аміну. Наприклад, біс(триметилсиліл)амід літію (LiHMDS) отримують з використанням н-бутиллітію:
[(CH3)3Si]2 NH + BuLi → [(CH3)3 Si]2NLi + BuH
LiHMDS та інші подібні похідні: біс(триметилсиліл)амід натрію (NaHMDS) і біс(триметилсиліл)амід калію (KHMDS) використовуються як ненуклеофільні основи в хімії синтезу органічних сполук.

## Застосування

### Як реагент
ГМДС використовується як реагент у реакціях конденсації гетероциклічних сполук, таких як мікрохвильовий синтез похідної ксантину:
Опосередковане ГМДС триметилсилілювання спиртів, тіолів, амінів і амінокислот як захисних груп або для проміжних кремнійорганічних сполук виявляється дуже ефективним і замінює реагент TMSCl.
Силілювання глутамінової кислоти з надлишком гексаметилдисилазану та каталітичним TMSCl у киплячому ксилолі або ацетонітрилі з наступним розведенням спиртом (метанолом або етанолом) дає похідну лактамну піроглутамінову кислоту з якісним виходом.
ГМДС у присутності каталітичного йоду сприяє силілюванню спиртів із чудовим виходом.
ГМДС можна використовувати для силілування лабораторного скляного посуду або автомобільного скла, та надання йому гідрофобності, як це робить Rain-X.
У газовій хроматографії ГМДС можна використовувати для силілювання OH-груп органічних сполук для підвищення леткості, таким чином роблячи можливим газово-хроматографічний аналіз хімічних речовин, які в іншому випадку є нелеткими.

### Інше використання
У фотолітографії ГМДС часто використовується як промотор адгезії для фоторезистів. Найкращі результати дає нанесення ГМДС з газової фази на нагріті підкладки.
В електронній мікроскопії ГМДС можна використовувати як альтернативу висиханню критичної точки під час підготовки зразка.
У піролізі, газовій хроматографії, мас-спектрометрії, ГМДС додається до аналіту для створення силільованих діагностичних продуктів під час піролізу, щоб підвищити здатність виявляти сполуки з полярними функціональними групами.
У плазмово-посиленому хімічному осадженні з парової фази (PECVD) ГМДС використовується як молекулярний прекурсор і заміна легкозаймистим і корозійним газам, таким як SiH4, CH4, NH3. ГМДС використовується в поєднанні з плазмою різних газів, таких як аргон, гелій і азот, для осадження тонких плівок/покриттів SiCN з чудовими механічними, оптичними та електронними властивостями.